# Pistacia weinmannifolia
Pistacia weinmannifolia, azijska vrsta pistacije raširena po Kini (Yunnan, Sichuan, Guizhou, Guangxi), jugoistočnom Tibetu, Burmi (Shan, Taninthayi), Vijetnamu i Malajskom poluotoku (Kelantan, Perak, Pahang, Selangor) 
Ovaj zimzeleni grm ili mali stablo izraste do visine od 2-8 m, u brdskim i planinskim šumama na vapnencu i u šikarama; cvate od ožujka do svibnja a plodove daje od lipnja do kolovoza (Floras 2012). Ima dvije glavne vrste staništa: kserotermne doline i krške regije (Chen et al., 2011).